# Brephos illuminata
Brephos illuminata är en fjärilsart som beskrevs av J. Peter Maassen 1890. Brephos illuminata ingår i släktet Brephos och familjen nattflyn. Inga underarter finns listade i Catalogue of Life.